# Siebold-Fetthenne
Die Siebold-Fetthenne (Hylotelephium sieboldii (Sweet ex Hook.) H.Ohba, Syn.: Sedum sieboldii Sweet ex Hook.), manchmal auch Theresienkraut genannt, ist eine Pflanzenart aus der Gattung Hylotelephium. Das Artepitheton sieboldii ehrt den deutschen Arzt, Naturwissenschaftler und Orientalisten Philipp Franz von Siebold. Es wurden 3 Varietäten beschrieben.

## Merkmale
Die Siebold-Fetthenne ist eine ausdauernde Pflanze, die Wuchshöhen von 15 bis 20 Zentimeter erreicht. Sie bildet ein Rhizom aus. Der Stängel ist niedergebogen und wurzelt nicht. Die Blätter sind in 3 (4)-zähligen Quirlen angeordnet, rundlich mit keiligem Grund, blaugrün gefärbt mit rotem, wenigzähnigem Rand und messen 1,3 bis 2,5 × 1,3 bis 2 Zentimeter. Der Blütenstand ist endständig, er ist eine flache doldenähnliche Zyme mit einem Durchmesser von 2 bis 4 Zentimetern. Die Blütenstiele sind 3 bis 5 Millimeter lang. Die Kelchblätter sind dreieckig und an der Basis verwachsen. Die Krone ist rosa.
Blütezeit ist von September bis Oktober.
Die Art hat die Chromosomenzahl 2n = 50.

## Vorkommen
Die Siebold-Fetthenne kommt in China und Japan auf Felsfluren vor.

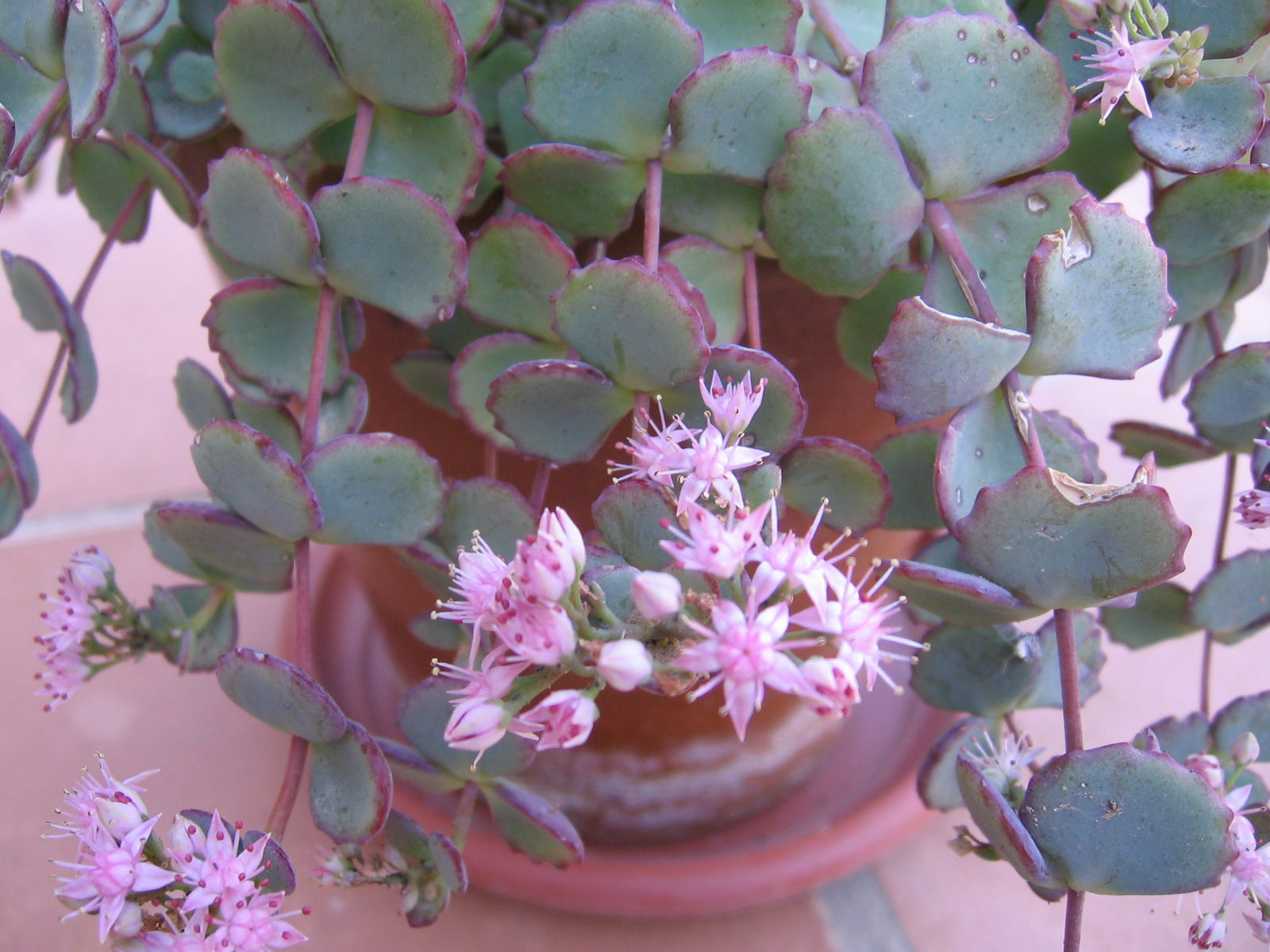
Siebold-Fetthenne (Hylotelephium sieboldii)

## Systematik
Man kann mindestens zwei Varietäten unterscheiden:
- Hylotelephium sieboldii var. sieboldii: Sie kommt nur in Japan vor.[2]
- Hylotelephium sieboldii var. chinense H. Ohba: Sie kommt im südwestlichen Hubei vor.[2]

## Nutzung
Die Siebold-Fetthenne wird zerstreut als Zierpflanze in Steingärten, Alpinhäusern und Ampeln genutzt. Sie ist seit spätestens 1836 in Kultur. Die Sorte 'Mediovariegatum' hat Blätter mit einem gelblichweißen Mittelfleck.